# 賁赫
贲赫（？—前166年），淮南國中大夫、漢朝功臣、期思康侯。
淮南王英布有爱妾某姬生病，到医家求診，贲赫家正在医家对面，出于巴结主君的意图，贲赫於是招待该姬宴飲。该姬回告英布，赞扬贲赫是个厚道人。而英布問該姬如何得知，該姬於是把兩人飲酒的事情告知英布，英布大怒，认为该姬与贲赫私通，要把贲赫下狱，打算殺了他。
贲赫只身逃至漢廷，报告英布将要谋反的消息。而漢帝刘邦听从相國萧何的建议，以为英布反行未显，暂且将贲赫拘于狱中。后英布果然谋反，杀害贲赫一家。刘邦乃赦免贲赫，并以其为将军，随军征讨英布。英布被消灭后因功封为期思侯，食邑千户（一说两千户）。他於前166年病薨，谥康，由於賁赫的諸子皆被英布殺害，無人繼承，因此侯爵国除。汉高祖功臣榜排名第132位。